# Nati nel 1919/Settembre
| Questa pagina contiene informazioni ricavate automaticamente dalle voci biografiche con l'ausilio del template Bio e di un bot. L'aggiornamento è periodico e automatico e ricostruisce completamente la pagina. Se manca una persona in questa lista, sei pregato di non aggiungerla, ma accertati piuttosto che la sua voce biografica contenga il template Bio e che i dati anagrafici siano correttamente compilati. Se il template Bio manca, inseriscilo tu stesso o, in alternativa, metti l'avviso {{tmp\|Bio}} che ne segnala la mancanza. Se i dati riportati sono sbagliati, correggi direttamente la voce biografica; le modifiche saranno visibili in questa lista entro pochi giorni. Per chiarimenti vedi il progetto biografie. La lista contiene solo le 179 persone che sono citate nell'enciclopedia e per le quali è stato implementato correttamente il template Bio. Pagina aggiornata al 18 ago 2025. |

- 1º settembre - Alberto Carisch, produttore discografico, editore e paroliere italiano
- 1º settembre - Renee Godfrey, attrice statunitense († 1964)
- 1º settembre - Anton Pažický, calciatore slovacco († 1967)
- 2 settembre - Anne-Marie Blanc, attrice svizzera († 2009)
- 2 settembre - Marge Champion, ballerina, coreografa e attrice statunitense († 2020)
- 2 settembre - Alberto Cipellini, politico e partigiano italiano († 2005)
- 2 settembre - Renato Gavarini, tenore italiano († 2003)
- 2 settembre - Lance Macklin, pilota automobilistico britannico († 2002)
- 2 settembre - Bruno Vailati, partigiano, regista e produttore cinematografico italiano († 1990)
- 3 settembre - Pedro Alconero, calciatore spagnolo († 1963)
- 3 settembre - Phil Stern, fotografo statunitense († 2014)
- 4 settembre - Émile Bouchard, hockeista su ghiaccio canadese († 2012)
- 4 settembre - Sante Geminiani, pilota motociclistico italiano († 1951)
- 4 settembre - Amelia J. Gordon, politica filippina († 2009)
- 4 settembre - Gualtiero Jacopetti, giornalista e regista italiano († 2011)
- 4 settembre - Howard Morris, attore, regista e doppiatore statunitense († 2005)
- 4 settembre - Maria Popescu, criminale rumena († 2004)
- 4 settembre - Pál Pusztai, fumettista, grafico e illustratore ungherese († 1970)
- 4 settembre - Phil Terranova, pugile statunitense († 2000)
- 5 settembre - Manlio Argenti, pittore italiano († 2011)
- 5 settembre - Rodolfo d'Asburgo-Lorena, principe austriaco († 2010)
- 5 settembre - Albert Flatley, allenatore di calcio e calciatore inglese († 1987)
- 5 settembre - Romeo Menti, calciatore italiano († 1949)
- 5 settembre - Keith Miller, cestista e allenatore di pallacanestro australiano († 2015)
- 5 settembre - Ernie Roe, sollevatore britannico († 2007)
- 5 settembre - Elisabeth Volkenrath, funzionaria tedesca († 1945)
- 6 settembre - Mario Allegretti, militare e partigiano italiano († 1945)
- 6 settembre - Carlo Bettin, calciatore italiano
- 6 settembre - Antonio Gordini, calciatore italiano († 2000)
- 6 settembre - Wilson Greatbatch, ingegnere e inventore statunitense († 2011)
- 6 settembre - Antenore Marmiroli, allenatore di calcio e calciatore italiano († 1998)
- 6 settembre - Ray Middleton, allenatore di calcio e calciatore inglese († 1977)
- 6 settembre - John Mitchum, attore statunitense († 2001)
- 7 settembre - Louise Bennett, poetessa e scrittrice giamaicana († 2006)
- 7 settembre - Pietro Degano, calciatore italiano († 1978)
- 7 settembre - Agnieszka Dowbor-Muśnicka, partigiana polacca († 1940)
- 7 settembre - John Mills, cestista statunitense († 1995)
- 7 settembre - José Mota, calciatore portoghese
- 7 settembre - Alberic Schotte, ciclista su strada, pistard e dirigente sportivo belga († 2004)
- 7 settembre - Johanna von Trapp, cantante austriaca († 1994)
- 8 settembre - Bill Bertani, calciatore statunitense († 1988)
- 8 settembre - Gianni Brera, giornalista e scrittore italiano († 1992)
- 8 settembre - Ljudmila Celikovskaja, attrice sovietica († 1992)
- 8 settembre - Günter Heine, pallanuotista tedesco
- 8 settembre - Maria Lassnig, pittrice austriaca († 2014)
- 8 settembre - Paolo Murialdi, giornalista, scrittore e partigiano italiano († 2006)
- 9 settembre - Otto Paul Clavadetscher, storico svizzero († 2015)
- 9 settembre - Gottfried Dienst, arbitro di calcio svizzero († 1998)
- 9 settembre - John Ljunggren, marciatore svedese († 2000)
- 9 settembre - Jacques Marin, attore francese († 2001)
- 9 settembre - Pete Pasko, cestista e allenatore di pallacanestro statunitense († 2004)
- 9 settembre - Tahia Halim, pittrice e artista egiziana († 2003)
- 10 settembre - Luigi Bonavoglia, ingegnere italiano († 2005)
- 10 settembre - Jim Glass, cestista statunitense († 1972)
- 10 settembre - John Haddon Leith, teologo e pastore protestante statunitense († 2002)
- 10 settembre - Rosser Reeves, pubblicitario statunitense († 1984)
- 10 settembre - Ladislav Slovák, direttore d'orchestra slovacco († 1999)
- 11 settembre - Edgardo Alboni, partigiano e politico italiano († 2015)
- 11 settembre - Georg Klotz, terrorista italiano († 1976)
- 11 settembre - Dante Paolini, calciatore italiano († 2002)
- 11 settembre - Ota Šik, economista e politico ceco († 2004)
- 11 settembre - Giulio Spallone, politico italiano († 2014)
- 11 settembre - Einar Sundström, sollevatore finlandese († 2003)
- 12 settembre - Brunetto Del Vita, produttore cinematografico, produttore televisivo e attore italiano († 1989)
- 12 settembre - Ivan Sidorenko, militare russo († 1994)
- 12 settembre - Jean Prouff, allenatore di calcio e calciatore francese († 2008)
- 13 settembre - Olle Anderberg, lottatore svedese († 2003)
- 13 settembre - Adone Carapezzi, giornalista italiano († 2008)
- 13 settembre - Doris Fisher, baronessa di Rednal, politica inglese († 2005)
- 13 settembre - Arnaud Langer, militare e aviatore francese († 1955)
- 13 settembre - Mary Midgley, filosofa britannica († 2018)
- 13 settembre - Aldo Maria Scalise, militare italiano († 1942)
- 13 settembre - George Weidenfeld, filantropo, editore e giornalista austriaco († 2016)
- 14 settembre - Ulf Aas, illustratore norvegese († 2011)
- 14 settembre - Giuseppe Castelli, calciatore italiano († 1971)
- 14 settembre - Deryck Cooke, musicologo, compositore e conduttore radiofonico inglese († 1976)
- 14 settembre - Kay Medford, attrice statunitense († 1980)
- 14 settembre - László Ranódy, regista ungherese († 1983)
- 14 settembre - Giuseppe Rinaldi, attore, doppiatore e direttore del doppiaggio italiano († 2007)
- 14 settembre - Mario Rufini, militare e partigiano italiano († 1944)
- 14 settembre - Renzo Silvestri, politico e avvocato italiano († 2000)
- 14 settembre - Josip Takač, calciatore jugoslavo († 1991)
- 15 settembre - Gabor Adler, agente segreto e partigiano ungherese († 1944)
- 15 settembre - Mario Belardinelli, tennista e dirigente sportivo italiano († 1998)
- 15 settembre - Goffredo Colombi, calciatore italiano († 2008)
- 15 settembre - Fausto Coppi, ciclista su strada e pistard italiano († 1960)
- 15 settembre - Puccio Roelens, pianista, arrangiatore e direttore d'orchestra italiano († 1985)
- 15 settembre - Trần Văn Trà, generale vietnamita († 1996)
- 16 settembre - Ennio Battelli, imprenditore e generale italiano († 1984)
- 16 settembre - Elio Bertocchi, ciclista su strada italiano († 1971)
- 16 settembre - Ines Boffardi, politica e partigiana italiana († 2014)
- 16 settembre - Lawrence Dobkin, attore e regista statunitense († 2002)
- 16 settembre - Silvano Grassi, calciatore e allenatore di calcio italiano († 1996)
- 16 settembre - Laurence Peter, psicologo canadese († 1990)
- 16 settembre - Hilde Purwin, agente segreta e giornalista tedesca († 2010)
- 16 settembre - Jacques-René Rabier, funzionario francese († 2019)
- 16 settembre - Mogens Wieth, attore danese († 1962)
- 17 settembre - Helmuth Ashley, regista, direttore della fotografia e sceneggiatore austriaco († 2021)
- 17 settembre - Aldo Fraccaroli, storico, linguista e giornalista italiano († 2010)
- 17 settembre - Horst Krüger, scrittore tedesco († 1999)
- 18 settembre - Ennio Bianchi, calciatore italiano († 2005)
- 18 settembre - Diana Lewis, attrice statunitense († 1997)
- 18 settembre - Pál Losonczi, politico ungherese († 2005)
- 18 settembre - Carmine Manzi, scrittore, giornalista e saggista italiano († 2012)
- 18 settembre - Joe Patanelli, cestista statunitense († 1998)
- 18 settembre - Marga Petersen, velocista tedesca († 2002)
- 19 settembre - Mihály Bíró, calciatore ungherese († 1970)
- 19 settembre - Carlos Luis Collado Martínez, medico costaricano († 1944)
- 19 settembre - Douglas Fisher, politico, giornalista e insegnante canadese († 2009)
- 19 settembre - Josiah Zion Gumede, politico zimbabwese († 1989)
- 19 settembre - Mike Holovak, giocatore di football americano e allenatore di football americano statunitense († 2008)
- 19 settembre - Alí Nakhjavani, religioso e insegnante azero († 2019)
- 19 settembre - Livio Risso, calciatore italiano
- 19 settembre - Katō Shūichi, medico, critico letterario e scrittore giapponese († 2008)
- 19 settembre - José Suárez, attore spagnolo († 1981)
- 19 settembre - János Zorgo, calciatore ungherese
- 20 settembre - Elio Bertoni, calciatore italiano
- 20 settembre - Severino Feruglio, calciatore e allenatore di calcio italiano († 2012)
- 20 settembre - Frank McMahon, drammaturgo statunitense († 1984)
- 20 settembre - Matta El Meskin, monaco cristiano egiziano († 2006)
- 21 settembre - Mario Bunge, filosofo e fisico argentino († 2020)
- 21 settembre - Achille Casanchini, calciatore italiano († 2009)
- 21 settembre - Ugo Gazzari, calciatore italiano
- 21 settembre - Jim Milburn, calciatore inglese († 1985)
- 21 settembre - Nigel Stock, attore britannico († 1986)
- 22 settembre - Silvio Fanti, psichiatra e psicoanalista svizzero († 1997)
- 22 settembre - Friedrich Tenbruck, sociologo tedesco († 1994)
- 22 settembre - Franz Peter Wirth, regista e sceneggiatore tedesco († 1999)
- 23 settembre - Dino Felisetti, politico italiano († 2021)
- 23 settembre - Hyman Minsky, economista statunitense († 1996)
- 23 settembre - Vladimir Pogačić, regista cinematografico e sceneggiatore jugoslavo († 1999)
- 24 settembre - Gordon Carpenter, cestista e allenatore di pallacanestro statunitense († 1988)
- 24 settembre - Luigi Ercoli, partigiano italiano († 1945)
- 24 settembre - Woody Grimshaw, cestista e allenatore di pallacanestro statunitense († 1974)
- 24 settembre - Sergio Lepri, giornalista e saggista italiano († 2022)
- 24 settembre - Fernando Tabales, calciatore spagnolo († 1983)
- 25 settembre - Edos Barbini, calciatore italiano
- 25 settembre - Lando Degoli, personaggio televisivo italiano († 1991)
- 26 settembre - Barbara Britton, attrice statunitense († 1980)
- 26 settembre - Matilde Camus, poetessa e scrittrice spagnola († 2012)
- 26 settembre - Alberto Jesus, calciatore portoghese
- 26 settembre - Paolo Jacobini, calciatore e allenatore di calcio italiano († 2003)
- 26 settembre - Harry Johnston, calciatore e allenatore di calcio inglese († 1973)
- 26 settembre - Ezio Loik, calciatore italiano († 1949)
- 26 settembre - Carlo Negri, militare e aviatore italiano († 1943)
- 27 settembre - Dino Antonini, calciatore italiano
- 27 settembre - Bob Bray, pallanuotista statunitense († 2006)
- 27 settembre - Umberto Folli, pittore italiano († 1989)
- 27 settembre - Maria Lai, artista italiana († 2013)
- 27 settembre - Enrico Luzi, attore e doppiatore italiano († 2011)
- 27 settembre - Jayne Meadows, attrice statunitense († 2015)
- 27 settembre - Pietro Omodeo, biologo e saggista italiano († 2024)
- 27 settembre - Sesto Prete, filologo e paleografo italiano († 1991)
- 27 settembre - Gaetano Valente, storico e presbitero italiano († 2013)
- 27 settembre - James H. Wilkinson, matematico britannico († 1986)
- 28 settembre - Libero Cecchini, architetto italiano († 2020)
- 28 settembre - Alberto Giacomelli, magistrato italiano († 1988)
- 28 settembre - Tom Harmon, giocatore di football americano statunitense († 1990)
- 28 settembre - Clara Kraus Reggiani, grecista italiana († 2015)
- 28 settembre - Vittorio Pagano, poeta e scrittore italiano († 1979)
- 28 settembre - Francisco Peralta, calciatore spagnolo († 1991)
- 28 settembre - Vittorio Tavernari, scultore e pittore italiano († 1987)
- 29 settembre - Ivo Buzzegoli, allenatore di calcio e calciatore italiano († 1962)
- 29 settembre - Mario Flores, militare italiano († 1943)
- 29 settembre - Margot Hielscher, cantante, attrice e costumista tedesca († 2017)
- 29 settembre - Oreste Orsini, violoncellista italiano († 2017)
- 29 settembre - Masao Takemoto, ginnasta giapponese († 2007)
- 29 settembre - Vladimír Vašíček, pittore ceco († 2003)
- 29 settembre - David C. Waybur, militare statunitense († 1945)
- 29 settembre - Kira Zvorykina, scacchista russa († 2014)
- 30 settembre - Roberto Bonomi, pilota automobilistico argentino († 1992)
- 30 settembre - Mara Carisi, modella e attrice italiana († 1979)
- 30 settembre - Elizaveta Grigor'evna Gilel's, violinista e insegnante sovietica († 2008)
- 30 settembre - Cecil Green, pilota automobilistico statunitense († 1951)
- 30 settembre - Bernfried Leiber, medico tedesco († 2003)
- 30 settembre - Aldo Mainardi, calciatore italiano
- 30 settembre - Patricia Neway, attrice e soprano statunitense († 2012)
- 30 settembre - Miro Tremolada, calciatore italiano († 1991)
- 30 settembre - Vera Vološina, partigiana sovietica († 1941)